# Tübach
Tübach es una comuna suiza del cantón de San Galo, ubicada en el distrito de Rohrschach. Limita al norte con la comuna de Horn (TG), al sureste con Goldach, al suroeste con Mörschwil, y al suroeste con Steinach.

## Ciudades hermanadas
- Oberteuringen.